# 감목관 송덕비 등
감목관 송덕비는 대한민국 전라남도 무안군 망운면 목동리에 있다. 2020년 12월 21일 무안군의 향토문화유산 제21호로 지정되었다.

## 지정 사유
무안군 망운면사무소 앞에 있는 목동공원에는 조선시대부터 현재까지 세워진 공적비와 불망비 등 총 15기의 비석이 위치하고 있다. 이들 비석 중 대다수를 차지하는 비석은 조선시대 현재 목동공원이 위치한 지역에 세워졌던 감목관에 대한 선정비와 불망비이다.
망운면 목동공원에 세워진 공적비와 불망비는 대체로 전면에 비명을 기재하고 후면에 비를 건립한 연도와 비의 건립에 참여한 인물 및 행적이 기록되어 있다. 다만 비석이 오래되고 석질이 좋지 않은 관계로, 글씨가 심하게 훼손되어 판독이 어려운 부분이 있다.
하지만 조선시대 무안군에 파견된 감목관의 행적을 파악할 수 있는 중요한 자료이기 때문에 2020년 12월 21일 향토문화유산으로 지정하였다.